# Castelo Branco (freguesia)
A Freguesia de Castelo Branco é uma freguesia portuguesa do Município de Castelo Branco com 170,26 km² de área e 34 455 habitantes (censo de 2021), tendo, por isso, uma densidade populacional de 202,4 hab./km².
É uma das maiores freguesias portuguesas abrangendo uma cidade e sendo uma das poucas freguesias portuguesas territorialmente descontínuas, consistindo em duas partes de extensão muito diferente: a parte principal, concentrando cerca de 99% do território da freguesia, e um pequeno exclave (Taberna Seca) a oeste, que constitui um enclave na freguesia de Benquerenças.

## Demografia
A população registada nos censos foi:
| Ano  | 0-14 Anos | 15-24 Anos | 25-64 Anos | > 65 Anos |
| 2001 | 5058      | 4365       | 17526      | 4291      |
| 2011 | 5232      | 3886       | 20328      | 5796      |
| 2021 | 4490      | 3599       | 18806      | 7560      |

Por decreto de 12/07/1997 foi incorporado nesta freguesia o lugar de Taberna Seca, da freguesia Benquerenças, do concelho de Castelo Branco.

## Freguesia
A freguesia é composta maioritariamente pelo território da cidade e sua envolvente, mas dela fazem parte ainda duas aldeias:
- Taberna Seca
- Lentiscais

## Património
- Cruzeiro de Castelo Branco ou Cruzeiro de São João
- Jardim do Paço
- Museu Francisco Tavares Proença Júnior, no edifício do antigo Paço Episcopal
- Castelo de Castelo Branco ou Castelo dos Templários e segunda cintura de muralhas
- Edifício da Câmara Municipal de Castelo Branco ou Antigo Solar dos Viscondes de Oleiros
- Capela de Nossa Senhora da Piedade
- Capela do Espírito Santo
- Refúgio de Santa Maria Madalena
- Casa do Arco do Bispo
- Chafariz de São Marcos
- Edifício do Governo Civil de Castelo Branco ou Antigo Palácio dos Viscondes de Portalegre
- Convento da Graça
- Convento de Santo António
- Igreja de São Miguel ou Igreja Matriz de Castelo Branco ou Sé Catedral de Castelo Branco
- Estação Arqueológica do Monte de São Martinho ou Castro do Monte de São Martinho
- Ermida da Nossa Senhora de Mércoles
- Igreja da Graça
- Edifício da Caixa Geral de Depósitos em Castelo Branco
- Edifício do Banco de Portugal
- Edifício da Domus Justitiae (Tribunal)
- Portal principal e porta de Roma da Antiga Quinta do Paço Episcopal de Castelo Branco
- Recinto megalítico da Fonte Fundeira
- Capela de S. Luís
- Vestígios da Belcagia lusitana
- Miradouro de S. Gens
- Anta da Capa Rota

## Política

### Eleições autárquicas

#### Junta de Freguesia
| Data | %     | M  | %       | M       | %       | M       | %            | M            | %     | M  | %     | M   | %       | M       | %    | M    |
| Data | PS    | PS | PPD/PSD | PPD/PSD | CDS-PP  | CDS-PP  | FEPU/APU/CDU | FEPU/APU/CDU | AD    | AD | PRD   | PRD | PSD-CDS | PSD-CDS | B.E. | B.E. |
| ---- | ----- | -- | ------- | ------- | ------- | ------- | ------------ | ------------ | ----- | -- | ----- | --- | ------- | ------- | ---- | ---- |
| 1976 | 41,49 | 6  | 24,15   | 3       | 15,30   | 2       | 14,17        | 2            |       |    |       |     |         |         |      |      |
| 1979 | 27,58 | 5  | AD      | AD      | AD      | AD      | 14,82        | 3            | 54,05 | 11 |       |     |         |         |      |      |
| 1982 | 30,45 | 6  | AD      | AD      | AD      | AD      | 13,45        | 2            | 56,10 | 10 |       |     |         |         |      |      |
| 1985 | 15,93 | 2  | 48,43   | 7       | 6,64    | 1       | 8,79         | 1            |       |    | 16,69 | 2   |         |         |      |      |
| 1989 | 39,58 | 8  | 42,71   | 9       | 5,33    | 1       | 4,88         | 1            | 3,66  | -  |       |     |         |         |      |      |
| 1993 | 40,34 | 8  | 38,68   | 8       | 10,16   | 2       | 7,06         | 1            |       |    |       |     |         |         |      |      |
| 1997 | 57,90 | 12 | 28,60   | 6       | 4,35    | -       | 5,62         | 1            |       |    |       |     |         |         |      |      |
| 2001 | 60,73 | 13 | com CDS | com CDS | com PSD | com PSD | 4,97         | 1            | 27,59 | 5  | 2,59  | -   |         |         |      |      |
| 2005 | 54,22 | 11 | 28,65   | 11      | 3,04    | -       | 4,81         | 1            |       |    | 4,72  | 1   |         |         |      |      |
| 2009 | 57,80 | 12 | 21,85   | 4       | 6,44    | 1       | 5,18         | 1            | 5,59  | 1  |       |     |         |         |      |      |
| 2013 | 54,09 | 12 | 23,41   | 4       | 4,35    | 1       | 6,25         | 1            | 4,07  | -  |       |     |         |         |      |      |
| 2017 | 50,56 | 11 | 23,73   | 5       | 5,07    | 1       | 5,37         | 1            | 6,87  | 1  |       |     |         |         |      |      |